# استئصال شلل الأطفال

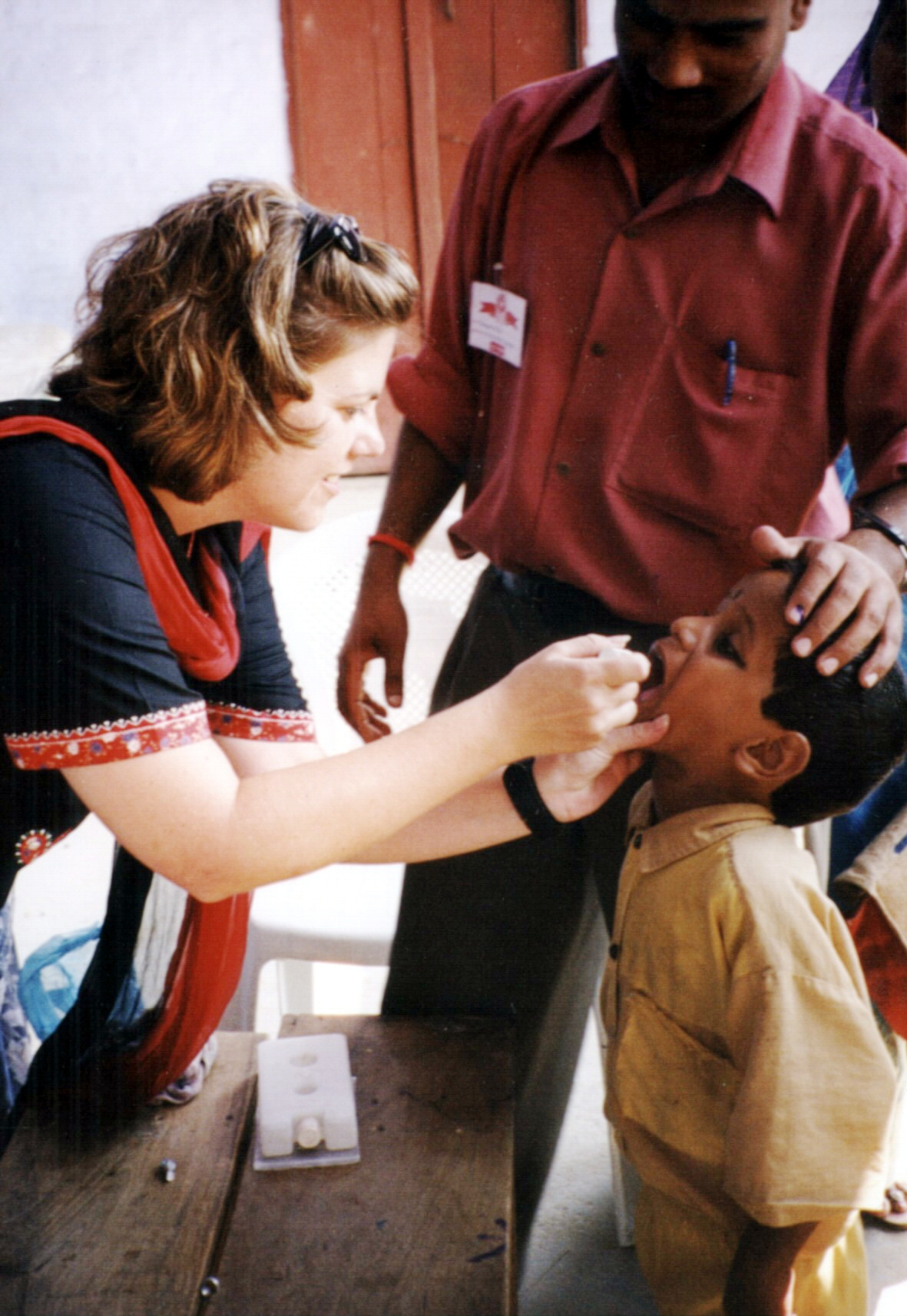
طفل يتلقى اللقاح الفموي لشلل الأطفال خلال حملة عام 2002 لتحصين الأطفال في الهند.

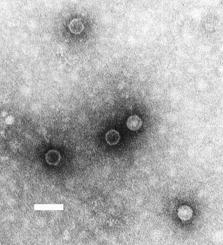
فيروس شلل الأطفال

قامت الصحة العامة بالقضاء على جميع حالات الإصابة بشلل الأطفال في جميع أنحاء العالم، والتي بدأت في عام 1988 بقيادة منظمة الصحة العالمية (WHO)، واليونيسيف UNICEF ومؤسسة الروتاري Rotary Foundation. وصلت عدد الحالات السنوية المشخصة إلى 37 حالة مؤكدة في عام 2016. ومن بين السلالات الثلاث لفيروس شلل الأطفال، كانت آخر حالة مسجلة بسبب النوع 2 (WPV2) في عام 1999، ومن المعروف أن النوع 3 (WPV3) سبب شلل الأطفال في 11 نوفمبر 2012، بينما جميع الحالات المصابة منذ ذلك التاريخ ترجع إلى النوع 1 (WPV1)، ويمكن أن تؤدي سلالات اللقاحات أيضا إلى شلل الأطفال، وما يزال الكشف عن ما يسمى بحالات متجددة مستمدة من اللقاح من النوع 1 (CVDPV1) و 2 (CVDPV2)، إذا كان شلل الأطفال هو المرض التالي الذي يمكن استئصاله بنجاح، فانه بذلك يحتل المركز الثالث بعد الاستئصال التام لمرض الجدري وطاعون البقر. وقد اجتذب هدف القضاء على شلل الأطفال في جميع أنحاء العالم الاهتمام الدولي والإعلامي، مع انخفاض حوالي 99٪ من الحالات في الربع الأخير من القرن العشرين، شهدت السنوات العشر الأولى من القرن الحادي والعشرين فقط تقدما غير منتظم في زيادة خفض عدد الحالات، مما أدى إلى التخلص من آخر 1٪. ومنذ عام 2011، انخفضت معدلات الإصابة بالمرض بشكل كبير، ومع استمرار الانخفاضات الكبيرة حتى عام 2017، تم إحياء الآمال في القضاء على شلل الأطفال، تعتبر الهند هي آخر بلد تم وقف انتقال مرض شلل الأطفال فيها، مع آخر حالة تم الإبلاغ عنها في عام 2011. ولا تزال هناك 3 بلدان فقط حيث يتوطن المرض - أفغانستان وباكستان ونيجيريا، وكان عدد حالات شلل الأطفال البري المبلغ عنها في عام 2015 أقل من ثلث السنة السابقة السابقة، 2012، في حين أن عدد الحالات خُفضت إلى 37 حالة في عام 2016.

## العوامل المؤثرة في القضاء على شلل الأطفال
تم تعريف القضاء على شلل الأطفال بطرق مختلفة - مثل القضاء على شلل الأطفال في غياب التدخل البشري، وانقراض فيروس شلل الأطفال، بحيث لم يعد العامل المعدي موجود في الطبيعة أو في المختبر، كسيطرة على العدوى إلى النقطة التي توقف فيها انتقال المرض داخل منطقة محددة، وخفض معدل الإصابة بشلل الأطفال في جميع أنحاء العالم إلى صفر نتيجة للجهود المتعمدة، ولا يتطلب اتخاذ تدابير رقابية أخرى. 
ومن الناحية النظرية، إذا توفرت الأدوات الصحيحة، سيكون من الممكن القضاء على جميع الأمراض المعدية التي لا توجد إلا في المضيف البشري. في الواقع هناك سمات بيولوجية مميزة للكائنات الحية والعوامل الفنية للتعامل معها والتي تجعل قابلية القضاء عليها محتملة، بيد أن ثلاثة مؤشرات تعتبر ذات أهمية أساسية في تحديد احتمال نجاح الاستئصال: وهي أن الأدوات الفعالة للتدخل متاحة لوقف انتقال العامل، مثل اللقاح؛ مع أدوات التشخيص الجيدة، مع حساسية كافية تكون متاحة للكشف عن العدوى التي يمكن أن تؤدي إلى انتقال المرض.

### إستراتيجية
وأهم خطوة في القضاء على شلل الأطفال تتمثل في توقف انتقال فيروس شلل الأطفال المتوطن، واستمر وقف انتقال شلل الأطفال من خلال الجمع بين التحصين الروتيني، وحملات التحصين التكميلية، ومراقبة حالات تفشي الأمراض المحتملة، الاستراتيجيات الرئيسية الأربعة التي حددتها منظمة الصحة العالمية لوقف انتقال شلل الأطفال هي:
1. ارتفاع نسبة التحصين ضد الرضع عن طريق أخذ أربع جرعات من لقاح شلل الأطفال الفموي في السنة الأولى من العمر في البلدان النامية والمستوطنة، والتحصين الروتيني مع فيروس شلل الأطفال الفموي.
2. تنظيم «أيام التحصين الوطنية» لتوفير جرعات إضافية من لقاح شلل الأطفال الفموي لجميع الأطفال الذين تقل أعمارهم عن خمس سنوات.
3. المراقبة النشطة لفيروس شلل الأطفال البري من خلال الإبلاغ والفحوصات المخبرية لجميع حالات الشلل الرخو الحاد، الشلل الرخو الحاد هو أحد المظاهر السريرية لشلل الأطفال التي تتميز بالضعف أو الشلل وخفض درجة العضلات دون سبب واضح آخر، وترتبط أيضا مع عدد من العوامل المسببة للأمراض الأخرى بما في ذلك الفيروسات المعوية، الفيروسات الإكترونية، والأدوية الغدية، وغيرها.[13] بين الأطفال دون الخامسة عشرة من العمر.
4. حملات "mop-up" المستهدفة بمجرد أن يقتصر انتقال فيروس شلل الأطفال البري على مجال تركيز معين.

### التطعيم
لقاح شلل الأطفال الفموي فعال للغاية وغير مكلف (حوالي 0.10 دولار أمريكي للجرعة الواحدة، أو 0.30 دولار أمريكي للطفل الواحد) كما أن توافره قد عزز الجهود المبذولة للقضاء على شلل الأطفال، وأظهرت دراسة أجريت في قرية إسكيمو معزولة بأن الأجسام المضادة التي تنتج من عدوى الفيروس البري استمرت لمدة 40 عاما على الأقل.  لأن الاستجابة المناعية للقاح شلل الأطفال الفموي تشبه إلى حد كبير العدوى الطبيعية لشلل الأطفال، فمن المتوقع أن التلقيح ضد شلل الأطفال الفموي يوفر مناعة مماثلة مدى الحياة للفيروس.
ويمكن أن تحدث الحصانة ضد فيروس شلل الأطفال عندما يتم حقن فيروس شلل الأطفال الذي تم اضعافه (المستمد من لقاح شلل الأطفال الفموي)، ولكنه قد يصيب ويقتل بشكل غير مباشر الأفراد غير الملقحين.

#### حصانة القطيع
التطعيم ضد شلل الأطفال مهم أيضا في تطوير مناعة القطيع. ولكي يحدث شلل الأطفال في عدد من السكان، يجب أن يكون هناك كائن مصاب (بشلل الأطفال)، وأفراد عرضة لانتقال المرض فيهم، ومن هنا تبدأ دورة انتقال الفيروس، حيث ينتقل فيروس شلل الأطفال فقط من خلال الاتصال من شخص إلى آخر، ودورة انتقال شلل الأطفال من شخص مصاب إلى شخص آخر عرضة للمرض، وهكذا. إذا كانت الغالبية العظمى من السكان في مأمن من الاصابه بالفيروس، يتم تقليل قدرة هذا المرض على إصابة مضيف آخر؛ ومن ثم تتوقف دورة النقل، ولا يمكن للمرض أن يتكاثر ويموت، هذا المفهوم، الذي يسمى مناعة المجتمع أو مناعة القطيع، مهم للقضاء على المرض، لأنه يعني أنه ليس من الضروري تطعيم 100٪ من السكان - وهو الهدف الذي غالبا ما يكون من الصعب لوجستيا - لتحقيق النتيجة المرجوة، إذا كان عدد الأفراد المعرضين للإصابة يمكن تخفيضه إلى عدد صغير بما فيه الكفاية من خلال التطعيم، فإن الفيروس سوف يموت في نهاية المطاف.
عندما يتم تطعيم العديد من المضيفين، وخاصة في وقت واحد، يتم حظر انتقال الفيروس البري، وبالتالي يكون الفيروس غير قادر على العثور على شخص آخر عرضة للإصابة، لأن فيروس شلل الأطفال يمكن أن يبقى فقط لفترة قصيرة في البيئة (بضعة أسابيع في درجة حرارة الغرفة، وبضعة أشهر في 0-8 درجة مئوية (32-46 درجة فهرنهايت)، يموت الفيروس بعد ذلك في حالة عدم وجود مضيف (الإنسان).
ومناعة القطيع مكمل هام للتلقيح، ومن بين هؤلاء الأفراد الذين يتلقون لقاح شلل الأطفال الفموي، فإن 95 في المائة منهم فقط سيطورون الحصانة. وهذا يعني أن خمسة من كل 100 نظرا إلى أن اللقاح لن يطور أي حصانة وسيكون عرضة لتطور شلل الأطفال، وفقا لمفاهيم حصانة القطيع هؤلاء السكان الذين فشل فيهم اللقاح، لا تزال محمية من حصانة من حولهم ولا يمكن تحقيق حصانة القطيع إلا عندما تكون مستويات التطعيم مرتفعة. ويقدر أن 80-86 في المئة من الأفراد في عدد السكان يجب أن يكونوا في مأمن من شلل الأطفال للأشخاص المعرضين للحماية من قبل حصانة القطيع. إذا تم إيقاف التحصين الروتيني، فإن عدد الأفراد غير الملقحين، المعرضين للخطر سيتجاوز قريبا قدرة حصانة القطيع لحمايتهم.

### العقبات
ومن بين أكبر العقبات التي تعترض سبيل القضاء على شلل الأطفال على الصعيد العالمي عدم وجود الهياكل الأساسية الصحية التي تحد من توزيع اللقاح وتسليمه، والآثار المعوقة للحرب الأهلية والصراع الداخلي، والموقف المعارض في بعض الأحيان الذي تتخذه المجتمعات المهمشة ضد ما ينظر إليه على أنه من المحتمل أن يكون معاديا من قبل الغرباء، وهناك تحد آخر يتمثل في الحفاظ على فعالية اللقاحات الحية (الموهنة) في المناطق الحارة جدا أو النائية، يجب الحفاظ على لقاح شلل الأطفال الفموي من 2 إلى 8 درجات مئوية (36 إلى 46 درجة فهرنهايت) لكى يكون التطعيم ناجحا.
التقييم المستقل للعقبات التي تعترض سبيل القضاء على شلل الأطفال الذي طلبته منظمة الصحة العالمية، والذي أجري في عام 2009، مرتبة حسب البلد: في أفغانستان وباكستان، خلصوا إلى أن أهم حاجز يتمثل في انعدام الأمن؛ ولكن إدارة الموارد البشرية والضغوط السياسية وحركة السكان الكبيرين بين البلدين وداخلهما، وعدم كفاية الموارد الصحية للمرافق الصحية، تسبب أيضا مشاكل، فضلا عن المسائل التقنية مع اللقاح، في الهند، يبدو أن التحدي الرئيسي هو الكفاءة العالية للانتقال داخل سكان ولايتي بيهار وولاية أوتار براديش، التي تم تحديدها مقابل الاستجابة المنخفضة (80٪ بعد ثلاث جرعات ضد النوع الأول) التي تظهر من اللقاح. وفي نیجیریا، کانت الحواجز الأکثر أھمیة التي تم تحدیدھا ھي قضایا الإدارة، ولاسیما الأھمیة المتغیرة للغایة التي تعزى إلی شلل الأطفال من قبل السلطات المختلفة علی مستوى الحکومة المحلیة، علی الرغم من أن قضایا التمویل، وتصورات المجتمع حول سلامة اللقاحات، وعدم کفایة تعبئة مجموعات المجتمع، والقضایا مع سلسلة التبريد. وأخيرا، في البلدان التي انتشرت فيها الفيروس على الصعيد الدولي من البلدان المتوطنة، أدى ذلك إلى إعادة إرساء النقل، وهي أنغولا وتشاد وجنوب السودان، كانت القضايا الرئيسية التي تم تحديدها هي النظم الصحية المتخلفة وانخفاض تغطية اللقاحات الروتينية، على الرغم من انخفاض الموارد الملتزم بها لأنغولا وكما تم تحديد جنوب السودان بهدف الحد من انتشار شلل الأطفال كما لعبت الأدور المناخية دورا كبيراً في فشل اللقاحات.
وهناك تحديان إضافيان في انتقال شلل الأطفال غير المرصود وفي فيروسشلل الأطفال المستمد من اللقاح. أولا، معظم حالات شلل الأطفال غير متناظرة أو تؤدي إلى أعراض طفيفة، مع أقل من 1٪ من حالات العدوى التي تؤدي إلى الشلل ومعظم المصابين لا يدركون أنهم يحملون المرض، مما يسمح لشلل الأطفال بالانتشار على نطاق واسع قبل النظر إلى الحالات. ومنذ عام 2000، كان هناك عدد من تفشي فيروس شلل الأطفال المستمد من اللقاح، بعد الطفرات أو إعادة التركيب في السلالة الموهنة المستخدمة للقاح شلل الأطفال الفموي، الأمر الذي أثار ضرورة التحول في نهاية المطاف إلى لقاح شلل الأطفال المعطل الأكثر تكلفة. وسيستمر خطر شلل الأطفال المستمد من اللقاح لفترة طويلة بعد التحول إلى اللقاح المعطل، نظرا لأن عددا قليلا من الحملة اللاعرضيين يواصلون إنتاج الفيروس النشط لسنوات (أو حتى عقود) بعد تعرضهم الأول لللقاح الفموي.
وفي مقابلة أجريت في عام 2012 مع صحيفة «دون» الباكستانية، أعطى الدكتور حسين أ. جيزاري، المبعوث الخاص لمنظمة الصحة العالمية المعني بالقضاء على شلل الأطفال والرعاية الصحية الأولية، وجهات نظره بشأن العقبات التي تعترض سبيل الاستئصال. وقال ان أكبر عقبة في جعل باكستان خالية من شلل الأطفال تحمل مسئولى الصحة في المنطقة مسئولية حملات الاستئصال الوطنية التي قام بها المسؤولون باستئجار اقاربهم حتى الأطفال الصغار. وتساءل الدكتور جيزاري: «كيف تتوقعون طفل مصاب بمص الإبهام يبلغ من العمر سبع سنوات لتنفيذ حملة شلل الأطفال في الحكومة». وأضاف أنه على الرغم من ذلك، «بدأت الحكومة الوطنية أول حملة وطنية في عام 1994، وفي ذلك العام أبلغت باكستان عن 25.000 حالة شلل الأطفال، وكان العدد 198 فقط في العام الماضي، مما يدل بوضوح على أن البرنامج يعمل»

## التقدم والنكسات
| القضايا الدولية البرية لفيروس شلل الأطفال حسب السنة |         |        |
| السنة                                               | يقدر بـ | مسجل   |
| 1975                                                | —       | 49,293 |
| ...                                                 |         |        |
| 1980                                                | 400,000 | 52,552 |
| ...                                                 |         |        |
| 1985                                                | —       | 38,637 |
| ...                                                 |         |        |
| 1988                                                | 350,000 | 35,251 |
| ...                                                 |         |        |
| 1990                                                | —       | 23,484 |
| ...                                                 |         |        |
| 1993                                                | 100,000 | 10,487 |
| ...                                                 |         |        |
| 1995                                                | —       | 7,035  |
| ...                                                 |         |        |
| 2000                                                | —       | 719    |
| ...                                                 |         |        |
| 2005                                                | —       | 1,979  |
| ...                                                 |         |        |
| 2010                                                | —       | 1,352  |
| 2011                                                | —       | 650    |
| 2012                                                | —       | 223    |
| 2013                                                | —       | 416    |
| 2014                                                | —       | 359    |
| 2015                                                | —       | 74     |
| 2016                                                | —       | 37     |
| المراجع: 2000-2015: منظمة الصحة العالمية.           |         |        |

وفي أعقاب الاستخدام الواسع النطاق للقاح شلل الأطفال في منتصف الخمسينيات من القرن العشرين، انخفض معدل الإصابة بشلل الأطفال بسرعة في العديد من البلدان الصناعية. أصبحت تشيكوسلوفاكيا أول دولة في العالم تثبت علميا استئصال شلل الأطفال على الصعيد الوطني في عام 1960. في عام 1962 - بعد عام واحد فقط من إعطاء لقاح شلل الأطفال الفموي في معظم البلدان الصناعية بدأت كوبا باستخدام اللقاح الفموي في سلسلة من حملات شلل الأطفال على الصعيد الوطني، وأظهر النجاح المبكر لحملات التطعيم الجماعي هذه أنه يمكن القضاء على فيروس شلل الأطفال على الصعيد العالمي. وقد أطلقت منظمة الصحة للبلدان الأمريكية، بقيادة السيد سيرو دي كوادروس، مبادرة للقضاء على شلل الأطفال من الأمريكتين في عام 1985.
وقد قام المصور البرازيلي سيباستياو سالغادو، بوصفه سفير للنوايا الحسنة لليونيسيف، بتوثيق الكثير من الأعمال الرامية إلى استئصال المرض في كتاب «نهاية شلل الأطفال: الجهود العالمية لإنهاء المرض».

### 1988–1991
وفي عام 1988، أصدرت منظمة الصحة العالمية، بالتعاون مع منظمة الروتاري الدولية واليونيسيف والمراكز الأمريكية لمكافحة الأمراض والوقاية منها، المبادرة العالمية لاستئصال شلل الأطفال بهدف القضاء على شلل الأطفال بحلول عام 2000. وقد استلهمت هذه المبادرة منظمة الروتاري الدولية عام 1985 تعهد برفع 120 مليون دولار نحو تحصين جميع أطفال العالم ضد المرض. تم الإبلاغ عن آخر حالة من شلل الأطفال البري في الأمريكتين في بيرو، أغسطس 1991.

### 1994–2000
وفي 20 آب / أغسطس 1994، كانت الأمريكتان معتمدة على أنها خالية من شلل الأطفال. وكان هذا الإنجاز معلما بارزا في الجهود المبذولة للقضاء على المرض.
وفي عام 1994، أطلقت الحكومة الهندية حملة «شلل الأطفال» للقضاء على شلل الأطفال، وتشمل الحملة الحالية التلقيح السنوي لجميع الأطفال دون سن الخامسة.
وفي عام 1995، أطلقت عملية MECACAR (البحر الأبيض المتوسط والقوقاز وجمهوريات آسيا الوسطى وروسيا)؛ حيث تم تنسيق أيام التحصين الوطنية في 19 بلدا أوروبيا. في عام 1998، أصبح ميليك ميناس من تركيا آخر حالة شلل أطفال في أوروبا. وفي عام 1997 أصبحت مام شانتي من كمبوديا آخر شخص مصاب بمرض شلل الأطفال في منطقة الهند الغربية الغربية. وفي عام 2000، تم اعتماد منطقة غرب المحيط الهادئ (بما فيها الصين) خالية من شلل الأطفال.
وفي تشرين الأول / أكتوبر 1999، حدثت آخر عزلة من النوع الثاني من فيروس شلل الأطفال في الهند. تم الإعلان عن هذا النوع من فيروس شلل الأطفال.
وفي تشرين الأول / أكتوبر 1999 أيضا، شرعت مجموعة "CORE"، بتمويل من وكالة التنمية الدولية التابعة للولايات المتحدة، في بذل جهودها لدعم الجهود الوطنية الرامية إلى استئصال شلل الأطفال على المستوى الشعبي. بدأت مجموعة CORE هذه المبادرة في بنغلاديش والهند ونيبال في جنوب آسيا، وفي أنغولا وأثيوبيا وأوغندا في أفريقيا.

### 2001–2005
| no data <0.3 0.3–0.75 0.75–1.2 1.2–1.65 1.65–2.1 2.1–2.55 | 2.55–3 3–4 4–5 5–7.5 7.5–10 >10 |

العمر المصحح باحتساب مدد العجز العام لشلل الأطفال لكل 10.000 نسمة في عام 2004
no data
<0.3
0.3–0.75
0.75–1.2
1.2–1.65
1.65–2.1
2.1–2.55
2.55–3
3–4
4–5
5–7.5
7.5–10
>10

وبحلول عام 2001، تلقى 575 مليون طفل (حوالي عشر سكان العالم) حوالي 2 بليون جرعة من لقاح شلل الأطفال الفموي. أعلنت منظمة الصحة العالمية أن أوروبا خالية من شلل الأطفال في 21 يونيو 2002، في كوبنهاغن.
وفي عام 2002، وقع تفشي مرض شلل الأطفال في الهند. وقد خفض مؤخرا عدد حملات التطعيم ضد شلل الأطفال المخطط لها، وشارك السكان في شمال الهند، ولا سيما من الخلفية الإسلامية، في مقاومة جماعية للتحصين. في هذا الوقت، كانت ولاية أوتار براديش الهندية تمثل ما يقرب من ثلثي مجموع الحالات في جميع أنحاء العالم المبلغ عنها.  (انظر الخريطة العالمية لانتشار شلل الأطفال لعام 2002). ومع ذلك، اعتمدت الهند بحلول عام 2004 استراتيجيات لزيادة ملكية لقاح شلل الأطفال في الفئات السكانية المهمشة، وسرعان ما أغلقت فجوة الحصانة لدى الفئات الضعيفة.[بحاجة لمصدر]
في أغسطس 2003، انتشرت الشائعات في بعض الولايات في نيجيريا، وخاصة كانو، أن اللقاح سبب العقم لدى الفتيات. وأدى ذلك إلى وقف جهود التحصين في الولاية، مما أدى إلى ارتفاع كبير في معدلات شلل الأطفال في البلد المتوطن بالفعل.  وفي 30 حزيران / يونيه 2004، أعلنت منظمة الصحة العالمية أن كانو تعهدت، بعد حظرها لمدة 10 أشهر على تلقيح شلل الأطفال، بإعادة بدء الحملة في أوائل تموز / يوليه. وخلال فترة الحظر، انتشر الفيروس في جميع أنحاء نيجيريا وإلى 12 دولة مجاورة كانت خالية من شلل الأطفال. وبحلول عام 2006، ألقي اللوم على هذا الحظر بسبب اصابة 500 طفل بالشلل وتكبد 450 مليون دولار لأنشطة الطوارئ، بالإضافة إلى شائعات العقم والحظر الذي فرضته ولاية كانو في نيجيريا، أدت الحرب الأهلية والصراع الداخلي في السودان وكوت ديفوار إلى تعقيد هدف المنظمة في القضاء على شلل الأطفال، وفي عام 2004، حدث ما يقرب من ثلثي حالات شلل الأطفال في العالم في نيجيريا (760 من أصل 1,170 مجموع).[بحاجة لمصدر]
في مايو 2004 تم الكشف عن أول حالة تفشي شلل الأطفال في السودان. وأدت عودة ظهور شلل الأطفال إلى زيادة حملات التلقيح. وفي مدينة دارفور، تم تحصين 78.654 طفلا و 20.432 طفلا في جنوب السودان (ييرول وشيلكو).
في عام 2005 كان هناك 1979 حالة من فيروس شلل الأطفال البري (باستثناء الفيروسات المستمدة من لقاح شلل الأطفال)، وتقع معظم الحالات في منطقتين: شبه القارة الهندية ونيجيريا. وقد حققت جهود القضاء على الفقر في شبه القارة الهندية قدرا كبيرا من النجاح وباستخدام حملة ضد شلل الأطفال لزيادة معدلات التحصين، سجلت الهند 66 حالة فقط في عام 2005، من 135 حالة سجلت في عام 2004، و 225 حالة في عام 2003، و 1600 حالة في عام 2002.
اليمن، إندونيسيا والسودان، البلدان التي أعلنت انها خالية من شلل الأطفال منذ عام 2000، أبلغت كل منها عن مئات الحالات - ربما انتشر الفيروس من نيجيريا.  وفي 5 أيار / مايو 2005، كشفت تقارير إخبارية عن تشخيص حالة جديدة من شلل الأطفال في جاوة بإندونيسيا، ويشتبه في أن سلالة الفيروس هي نفسها التي تسببت في تفشي المرض في نيجيريا، وأدت المخاوف العامة الجديدة بشأن سلامة اللقاحات، التي لا أساس لها من الصحة، إلى إعاقة جهود التلقيح في إندونيسيا. وفي صيف 2005، بذلت منظمة الصحة العالمية واليونيسيف والحكومة الإندونيسية جهودا جديدة لوضع المخاوف للراحة وتجنيد المشاهير والزعماء الدينيين في حملة دعائية لتعزيز التطعيم.

وفي الولايات المتحدة الأمريكية في 29 أيلول / سبتمبر 2005، حددت وزارة الصحة في ولاية مينيسوتا أول ظهور لانتشار فيروس شلل الأطفال المستمد من اللقاح في الولايات المتحدة منذ توقف فيروس شلل الأطفال الفموي في عام 2000. وحدثت الإصابة بفيروس شلل الأطفال من النوع الأول في طفلة غير ملقحة، فتاة تبلغ من العمر 7 أشهر في مجتمع الأميش الذين لم يتم تلقيحهم في الغالب لشلل الأطفال.

البلدان ذات حالات شلل الأطفال في عام 2005

### 2006–2010
وفي عام 2006، أفيد بأن أربعة بلدان فقط في العالم (نيجيريا والهند وباكستان وأفغانستان) تعاني من شلل الأطفال المتوطن، وتعزى الحالات في بلدان أخرى إلى الانتقالات بين البلدان. وأبلغ عن ما مجموعه 1.997 حالة في جميع أنحاء العالم في عام 2006؛ من هذه الغالبية (1.869 حالة) وقعت في البلدان التي تعاني من شلل الأطفال المتوطن. وشكلت نيجيريا غالبية الحالات (1.122 حالة)، ولكن الهند سجلت أكثر من عشرة أضعاف هذا العام مما كانت عليه في عام 2005 (676 حالة أو 30٪ من الحالات في جميع أنحاء العالم). وأفادت باكستان وأفغانستان عن 40 و 31 حالة على التوالي في عام 2006، وأعيد ظهور شلل الأطفال في بنغلاديش بعد حوالي ست سنوات من الغياب مع 18 حالة جديدة تم الإبلاغ عنها، وقال وزير الصحة أسم ماتيور رحمان: «بلدنا ليس آمنا، حيث أن الهند وباكستان ليستا خالية من شلل الأطفال». (انظر: خريطة حالات شلل الأطفال المبلغ عنها في عام 2006).
في عام 2007 كان هناك 1.315 حالة شلل الأطفال في جميع أنحاء العالم. أكثر من 60٪ من الحالات (874) وقعت في الهند، بينما انخفض عدد حالات شلل الأطفال بشكل كبير في نيجيريا من 1212 حالة في عام 2006 إلى 285 حالة في عام 2007، ويقدر المسؤولون انخفاض الإصابات الجديدة بتحسين السيطرة السياسية في الولايات الجنوبية واستئناف التحصين في الشمال حيث قاد رجال الدين المسلمون مقاطعة التطعيم في أواخر عام 2003، سمحت الحكومات المحلية ورجال الدين بالتطعيم لاستئناف شريطة أن يتم تصنيع اللقاحات في إندونيسيا، وهي بلد أغلبها المسلمين، وليس في الولايات المتحدة. توراي يارادوا، زوجة الرئيس النيجيري المنتخب مؤخرا عمرو يارعدوا، جعلت القضاء على شلل الأطفال إحدى أولوياتها، حضرت توراي يارداوا حملات التحصين في بيرنين كيبي في تموز / يوليه 2007، وشددت على سلامة لقاح شلل الأطفال الفموي.
في يوليو 2007، طالب باكستان قام بنشر أول حالة شلل الأطفال إلى أستراليا منذ أكثر من 20 عاما، وتشمل البلدان الأخرى التي لديها أعداد كبيرة من حالات فيروس شلل الأطفال البري جمهورية الكونغو الديمقراطية، التي أبلغت عن 41 حالة، وتشاد مع 22 حالة، والنيجر وميانمار، كل منها أبلغ عن 11 حالة.
وفي عام 2008، أبلغ 19 بلدا عن حالات وبلغ مجموع الحالات 1.652 حالة، ومن بين هؤلاء، وقعت 1.506 حالة في البلدان الأربعة المستوطنة و 146 في أماكن أخرى، وكان أكبر عدد في نيجيريا (799 حالة) والهند (559 حالة): ساهمت هاتان الدولتان بنسبة 82.2 في المائة من جميع الحالات، أما البلدان الخارجة من التوطن فقد أبلغت تشاد عن أكبر عدد من الإصابات بعدد (37 حالة).
وفي عام 2009، أبلغ عن ما مجموعه 1.606 حالة في 23 بلدا، وشكلت أربعة بلدان مستوطنة 1.256 من هذه البلدان، بينما بلغ عدد البلدان المستوطنة في البلدان الواقعة جنوب الصحراء الكبرى وعددها 350 بلدا في البلدان المستوطنة أو التي أعيدت نقلها، كان أكبر عدد في الهند (741) ونيجيريا (388). وكان لدى جميع البلدان الأخرى أقل من مائة حالة: باكستان لديها 89 حالة، تشاد 65، السودان 45، غينيا 42، أنغولا 29، ساحل العاج 26، بنين 20، كينيا 19، النيجر 15، جمهورية أفريقيا الوسطى 14، موريتانيا 13 وسيراليون وليبيريا وكان لدى كل من البلدان التالية أعدادا من الحالات الفردية: بوروندي 2، الكاميرون 3، جمهورية الكونغو الديمقراطية 3، مالي 2،توغو 6 وأوغندا 8.
ووفقا للأرقام المستكملة في نيسان / أبريل 2012، أفادت منظمة الصحة العالمية بأن هناك 1.352 حالة شلل أطفال في 20 بلدا في عام 2010، وانخفضت حالات الإصابة بشلل الأطفال المبلغ عنها بنسبة 95 في المائة في نيجيريا (إلى أدنى مستوى تاريخي بلغ 21 حالة) و 94 في المائة في الهند (إلى مستوى تاريخي يبلغ 42 حالة) مقارنة بالعام السابق، مع تغير طفيف في أفغانستان (من 38 إلى 25 حالة) وزيادة في الحالات في باكستان (من 89 إلى 144 حالة). وأدى الفاشية الحادة في طاجيكستان إلى نشوء 460 حالة (34 في المائة من المجموع العالمي)، وارتبطت ب 18 حالة أخرى في آسيا الوسطى (كازاخستان وتركمانستان) والاتحاد الروسي، مع الإبلاغ عن أحدث حالة من هذه المنطقة من روسيا 25 سبتمبر، وكانت هذه الحالات الأولى في المنطقة الأوربية لمنظمة الصحة العالمية منذ عام 2002. وشهدت جمهورية الكونغو (برازافيل) تفشي 441 حالة (30٪ من المجموع العالمي)، وقد ارتبط ما لا يقل عن 179 حالة وفاة بهذا التفشي، الذي يعتقد أنه تم استيراده من تفشي النوع الأول في أنغولا (33 حالة في عام 2010) وجمهورية الكونغو الديمقراطية (100 حالة).

### 2011
| حالات شلل الأطفال المبلغ عنها في عام 2011 |                |               |                              |
| البلد                                     | الحالات البرية | حالات التطعيم | انتقال المرض                 |
| باكستان                                   | 198            | 0             | المرض متوطن                  |
| تشاد                                      | 132            | 0             | ظهور المرض مرة أخرى          |
| جمهورية الكونغو الديموقراطية              | 93             | 11            | المرض مستورد من بلد اخر مصاب |
| أفغانستان                                 | 80             | 1             | المرض متوطن                  |
| نيجيريا                                   | 62             | 33            | المرض متوطن                  |
| ساحل العاج                                | 36             | 0             | مرض مستورد من بلد اخر مصاب   |
| الصين                                     | 21             | 0             | مرض مستورد من بلد اخر مصاب   |
| مالي                                      | 7              | 0             | مرض مستورد من بلد اخر مصاب   |
| أنغولا                                    | 5              | 0             | ظهور المرض مرة أخرى          |
| النيجر                                    | 5              | 1             | مرض مستورد من بلد اخر مصاب   |
| قالب:بيانات بلد جمهورية افريقيا الوسطى    | 4              | 0             | مرض مستورد من بلد اخر مصاب   |
| غينيا                                     | 3              | 0             | مرض مستورد من بلد اخر مصاب   |
| جمهورية الكونغو                           | 1              | 0             | مرض مستورد من بلد اخر مصاب   |
| الغابون                                   | 1              | 0             | مرض مستورد من بلد اخر مصاب   |
| الهند                                     | 1              | 0             | المرض متوطن                  |
| كينيا                                     | 1              | 0             | مرض مستورد من بلد اخر مصاب   |
| الصومال                                   | 0              | 9             | cVDPV فقط                    |
| اليمن                                     | 0              | 9             | cVDPV فقط                    |
| موزمبيق                                   | 0              | 2             | cVDPV فقط                    |
| المجموع                                   | 650            | 66            |                              |

في عام 2011، تم الإبلاغ عن 650 حالة من فيروس WPV في ستة عشر بلدا: البلدان الأربعة المستوطنة - باكستان وأفغانستان ونيجيريا والهند - بالإضافة إلى اثني عشر بلدا آخر.
وفي باكستان، أبلغ عن 198 حالة في عام 2011، في حين أن أقل عدد من الحالات المبلغ عنها في عام واحد بلغ 32 حالة في عام 2007.
وفي الهند - وهي البلد التي كانت تعاني في السنوات الأخيرة من تعدد أو أغلبية حالات شلل الأطفال في العالم - لم يتم الإبلاغ إلا عن حالة واحدة من فيروس شلل الأطفال البري.
وفي خضم عدم الاستقرار السياسي، أبلغت كوت ديفوار عن 36 حالة من النوع الثالث من شلل الأطفال كجزء من تفشي مستمر، كما شوهدت حالات من النوع 3 أيضا في مالي وغينيا المجاورتين.
وتكرر انتقال شلل الأطفال في أنغولا وتشاد وجمهورية الكونغو الديمقراطية. يذكر ان كينيا سجلت أول حالة لها منذ عام 2009 بينما سجلت الصين 21 حالة معظمها من اويغور مقاطعة هوتان في شينجيانغ وهى أول حالة منذ عام 1994.

### 2012
| حالات شلل الأطفال المبلغ عنها في عام 2012 |                |               |                              |
| البلد                                     | الحالات البرية | حالات التطعيم | انتقال المرض                 |
| نيجيريا                                   | 122            | 9             | المرض متوطن                  |
| باكستان                                   | 58             | 16            | المرض متوطن                  |
| أفغانستان                                 | 37             | 9             | المرض متوطن                  |
| تشاد                                      | 5              | 12            | ظهور المرض مرة أخرى          |
| النيجر                                    | 1              | 0             | المرض مستورد من بلد اخر مصاب |
| جمهورية الكونغو الديموقراطية              | 0              | 17            | cVDPV فقط                    |
| كينيا                                     | 0              | 3             | cVDPV فقط                    |
| اليمن                                     | 0              | 2             | cVDPV فقط                    |
| الصين                                     | 0              | 2             | cVDPV فقط                    |
| الصومال                                   | 0              | 1             | cVDPV فقط                    |
| المجموع                                   | 223            | 71            |                              |

وقد بلغ العدد الإجمالي لحالات الفيروسات البرية المبلغ عنها في عام 2012 إلى 223 حالة، أي أقل من أي عام سابق، وقد اقتصرت هذه البلدان على خمسة بلدان هي نيجيريا وباكستان وأفغانستان وتشاد والنيجر - والتي كانت جميعها باستثناء نيجيريا أقل منها في عام 2011. شهدت عدة بلدان أخرى هي تشاد وجمهورية الكونغو الديمقراطية والصومال واليمن تفشي شلل الأطفال المستمد من اللقاح.
وكانت آخر حالة من حالات شلل الأطفال في النمط 3 المبلغ عنها في جميع أنحاء العالم قد بدأت في 11 تشرين الثاني / نوفمبر 2012 في نيجيريا؛ كانت آخر حالة برية خارج نيجيريا في أبريل / نيسان 2012 في باكستان، وغيابها عن مراقبة مياه الصرف الصحي في باكستان يشير إلى أن انتقال هذه السلالة قد توقف عن ذلك.
وتجاوزت عدة بلدان منذ آخر حالة أبلغ عنها عن شلل الأطفال، وأفادت منظمة الصحة العالمية أنه في 13 كانون الثاني / يناير، أنجزت الهند أول سنة خالية من شلل الأطفال وأصبحت خالية من شلل الأطفال. ولم يتبق سوى ثلاثة بلدان مصابة بشلل الأطفال المتوطن، وتجاوزت عشرة بلدان أخرى منذ الحالات المبلغ عنها في السنة السابقة: أنغولا وجمهورية أفريقيا الوسطى والصين وجمهورية الكونغو الديمقراطية وجمهورية الكونغو وكوت ديفوار وغابون وغينيا وكينيا ومالي.
وظلت نيجيريا البلد الوحيد المستوطن لشلل الأطفال في أفريقيا، وبحلول نهاية العام، كان عدد الحالات المؤكدة في نيجيريا 122 حالة منها 19 حالة من النوع 3، مقارنة مع 62 حالة تم الإبلاغ عنها في عام 2011. وكانت تشاد واحدة من اثنين فقط من البلدان غير المتوطنة التي أبلغت عن حالات شلل الأطفال في عام 2012، 5 حالات - كل من نوع 1، وكانت آخر حالة أبلغ عنها قد بدأت في 14 حزيران / يونيه 2012. وحدثت حالة واحدة من شلل الأطفال من النوع الأول في النيجر في تشرين الثاني / نوفمبر.
ولا تزال باكستان البلد الآسيوي الذي يوجد فيه أكبر عدد من الحالات، ولكنها شهدت أيضا انخفاضا كبيرا. في عام 2012، تم الإبلاغ عن 58 حالة، مقارنة ب 198 حالة في عام 2011. وكانت باكستان آخر مكان متبقي من النوع 3 خارج نيجيريا، حيث تم الإبلاغ عن حالتين، بالإضافة إلى نوع واحد من نوع هجين. وشهدت أفغانستان أيضا انخفاضا كبيرا في الحالات، حيث سجلت 37 حالة بحلول نهاية العام، مقارنة ب 80 حالة أبلغ عنها في عام 2011.

### 2013
| حالات شلل الأطفال المبلغ عنها في عام 2013 |                |               |                              |
| البلد                                     | الحالات البرية | حالات التطعيم | انتقال المرض                 |
| الصومال                                   | 194            | 1             | المرض مستورد من بلد اخر مصاب |
| باكستان                                   | 93             | 48            | المرض متوطن                  |
| نيجيريا                                   | 53             | 4             | المرض متوطن                  |
| سوريا                                     | 35             | 0             | المرض مستورد من بلد اخر مصاب |
| أفغانستان                                 | 14             | 3             | المرض متوطن                  |
| كينيا                                     | 14             | 0             | المرض مستورد من بلد اخر مصاب |
| إثيوبيا                                   | 9              | 0             | المرض مستورد من بلد اخر مصاب |
| الكاميرون                                 | 4              | 4             | المرض مستورد من بلد اخر مصاب |
| تشاد                                      | 0              | 3             | cVDPV فقط                    |
| اليمن                                     | 0              | 1             | cVDPV فقط                    |
| النيجر                                    | 0              | 1             | cVDPV فقط                    |
| المجموع                                   | 416            | 65            |                              |

أبلغ عن 416 حالة من حالات الإصابة بالفيروس البري في عام 2013، مقارنة ب 223 حالة في عام 2012. ومن بين هذه الحالات، انخفضت الحالات في البلدان المتوطنة من 197 إلى 160 حالة في حين قفزت الحالات في البلدان غير المتوطنة من 5 إلى 256 حالة.
ومن بين البلدان التي تعاني من شلل الأطفال المتوطن، شهدت أفغانستان ونيجيريا حالات أقل مما كانت عليه في عام 2012. وكان تفشي المرض مركزا في المناطق القبلية الخاضعة للإدارة الاتحادية في باكستان، حيث كان التطعيم صعبا، وكان يمثل الخزان الرئيسي للفيروس، مما أثر على باكستان والجوار أفغانستان.
وكان هناك تفشي في القرن الأفريقي. وعلى الرغم من نجاح المفاوضات المحلية في السنة السابقة التي سمحت بالوصول إلى بعض السكان للمرة الأولى منذ ثلاث سنوات بحملة تطعيم قوية، ظلت مستويات التطعيم منخفضة، وفي نيسان / أبريل، أبلغ عن حالة من شلل الأطفال البري في مقديشيو، وهي الحالة الأولى في الصومال منذ عام 2007. وبحلول تشرين الأول / أكتوبر، أبلغ عن أكثر من 170 حالة في البلد.  مع مزيد من الحالات في كينيا المجاورة والمنطقة الصومالية في إثيوبيا.
كان هناك أيضا تفشي في سوريا، وقد كشف رصد الصرف الصحي الروتيني في عام 2012 عن سلالة WPV1 من أصل باكستاني في القاهرة، مما أثار دفعة كبيرة للتطعيم هناك. وانتشرت السلالة إلى إسرائيل، حيث كان هناك اكتشاف بيئي واسع النطاق، ولكن مثل مصر، لا توجد حالات شلل. كان لها عواقب وخيمة عندما انتشرت إلى سوريا المجاورة، وبلغ العدد الإجمالي للحالات في نهاية المطاف 35.
وأبلغ عن تعميم الحالات المستمدة من اللقاحات في جميع البلدان الثلاثة المتوطنة، فضلا عن خمسة حالات أخرى.
وقد أنجزت الهند عامين دون وجود حالة جديدة من شلل الأطفال، وتحتاج إلى سنة أخرى لتكون خالية من شلل الأطفال. تشاد، البلد الوحيد المتبقي في عام 2012 المصنفة بأنه مر عليها أكثر من عام منذ آخر حالة فيروس البرية.
وفي أواخر نيسان / أبريل، أعلنت منظمة الصحة العالمية عن خطة تعاونية جديدة تبلغ قيمتها 5.5 بليون دولار، مدتها 6 سنوات (تسمى الخطة الاستراتيجية لاستئصال شلل الأطفال والخطة النهائية للفترة 2013-18) للقضاء على شلل الأطفال من خزاناته الأخيرة. ودعت الخطة إلى حملات تحصين جماعية في البلدان الثلاثة المتوطنة، كما أنها تملي على التحول إلى حقن الفيروس المعطل، لتفادي خطر تفشي اللقاحات التي تحدث أحيانا من استخدام اللقاح الفموي للفيروس الحي.

### 2014
| حالات شلل الأطفال المبلغ عنها في عام 2014 |                |               |                              |
| البلد                                     | الحالات البرية | حالات التطعيم | انتقال المرض                 |
| باكستان                                   | 306            | 22            | المرض متوطن                  |
| أفغانستان                                 | 28             | 0             | المرض متوطن                  |
| نيجيريا                                   | 6              | 30            | المرض متوطن                  |
| الكاميرون                                 | 5              | 0             | المرض مستورد من بلد اخر مصاب |
| غينيا الإستوائية                          | 5              | 0             | المرض مستورد من بلد اخر مصاب |
| الصومال                                   | 5              | 0             | المرض مستورد من بلد اخر مصاب |
| العراق                                    | 2              | 0             | المرض مستورد من بلد اخر مصاب |
| إثيوبيا                                   | 1              | 0             | المرض مستورد من بلد اخر مصاب |
| سوريا                                     | 1              | 0             | المرض مستورد من بلد اخر مصاب |
| جنوب السودان                              | 0              | 2             | cVDPV فقط                    |
| غينيا                                     | 0              | 1             | cVDPV فقط                    |
| مدغشقر                                    | 0              | 1             | cVDPV فقط                    |
| المجموع                                   | 359            | 56            |                              |

في عام 2014، بلغ عدد حالات شلل الأطفال البري 359 حالة، موزعة على اثني عشر بلدا مختلفا. وكان لدى باكستان أكبر عدد في 306، بزيادة من 93 في عام 2013 الذي اتهم تنظيم القاعدة وطالبان بمنع نشطاء الإغاثة من تطعيم الأطفال في المناطق الريفية من البلاد.
وفي 27 آذار / مارس 2014، أعلنت منظمة الصحة العالمية عن استئصال شلل الأطفال في منطقة جنوب شرق آسيا، التي تضم منظمة الصحة العالمية أحد عشر بلدا منها: بنغلاديش، بوتان، كوريا الشمالية، الهند، إندونيسيا، جزر المالديف، ميانمار، نيبال، سريلانكا، تايلاند وتيمور الشرقية. وبإضافة هذه المنطقة، بلغت نسبة سكان العالم الذين يعيشون في المناطق الخالية من شلل الأطفال 80٪. أبلغ عن آخر حالة من شلل الأطفال البري في منطقة جنوب شرق آسيا في الهند في 13 كانون الثاني / يناير 2011.

### 2015
| حالات شلل الأطفال المبلغ عنها في عام 2015 |                |               |              |            |
| البلد                                     | الحالات البرية | حالات التطعيم | انتقال المرض | النوع      |
| باكستان                                   | 54             | 2             | المرض متوطن  | WPV1cVDPV2 |
| أفغانستان                                 | 20             | 0             | المرض متوطن  | WPV1       |
| مدغشقر                                    | 0              | 10            | cVDPV فقط    | cVDPV1     |
| لاوس                                      | 0              | 8             | cVDPV فقط    | cVDPV1     |
| غينيا                                     | 0              | 7             | cVDPV فقط    | cVDPV2     |
| أوكرانيا                                  | 0              | 2             | cVDPV فقط    | cVDPV1     |
| ميانمار                                   | 0              | 2             | cVDPV فقط    | cVDPV2     |
| نيجيريا                                   | 0              | 1             | cVDPV فقط    | cVDPV2     |
| المجموع                                   | 74             | 32            |              |            |

وخلال عام 2015، أبلغ عن 74 حالة من حالات شلل الأطفال البري في جميع أنحاء العالم، و 54 حالة في باكستان و 20 حالة في أفغانستان. وبالمقارنة، كان هناك 359 حالة في عام 2014. وكان هناك 32 حالة من حالات فيروس شلل الأطفال المشتقة من اللقاحات في عام 2015 مقارنة ب 56 حالة في السنة السابقة.
وفي 17 آب / أغسطس 2015، أعلنت منظمة الصحة العالمية أن الصومال خالية من شلل الأطفال، حيث لم يبلغ عن أي حالة شلل الأطفال المبلغ عنها لمدة 12 شهرا.
وفي 25 أيلول / سبتمبر 2015، أعلنت منظمة الصحة العالمية أن نيجيريا لم تعد بلد متوطنة لفيروس شلل الأطفال البري، مع عدم الإبلاغ عن أي حالة من حالات الإصابة بفيروس شلل الأطفال البري منذ 24 تموز / يوليه 2014. ومع ذلك، فإن برنامج العمل العالمي الأول سيعاود الظهور في نيجيريا في العام التالي.
وفي أوائل شهر أيلول / سبتمبر 2015، تم تأكيد حالتين من فيروس كوفدبف في منطقة زاكارباتيا في غرب أوكرانيا، نتيجة لتفشي فيروس شلل الأطفال من النوع 1 المستمد من اللقاح بسبب انخفاض مستويات التحصين. مع عدد الأطفال الذين تم تحصينهم بالكامل بنسبة منخفضة تصل إلى 50٪، كان هناك قلق من حدوث تفشي أكبر، وقامت السلطات باستجابة طارئة لتفشي المرض.
كما أبلغ عن حالة من فيروس شلل الأطفال من النوع 2 المستمدة من اللقاح في مدينة باماكو في مالي، وهو طفل من الجنسية الغينية. وقد أشارت دراسات الحمض النووي للفيروس إلى أنها نشأت في غينيا وكانت قد عممت لمدة 12 شهرا على الأقل، وبذلت جهود لمنع حدوث تفشي آخر.
تم الإعلان عن استئصال فيروس WPV2 في أيلول / سبتمبر 2015 لأنه لم يشاهد منذ عام 1999، كما تم القضاء على الفيروس (WPV3). ولا يزال النوع 2 من النوع (cVDPV) يسبب شلل في بعض البلدان بسبب تطور استمر لمدة سنوات في نقص التحصين لدى السكان.

### 2016
| حالات شلل الأطفال المبلغ عنها في عام 2016 |                |               |              |            |
| البلد                                     | الحالات البرية | حالات التطعيم | انتقال المرض | النوع      |
| باكستان                                   | 20             | 1             | المرض متوطن  | WPV1cVDPV2 |
| أفغانستان                                 | 13             | 0             | المرض متوطن  | WPV1       |
| نيجيريا                                   | 4              | 1             | المرض متوطن  | WPV1cVDPV2 |
| لاوس                                      | 0              | 3             | cVDPV فقط    | cVDPV1     |
| المجموع                                   | 37             | 5             |              |            |

وقد أبلغ عن 37 حالة من حالات فيروسWPV1  مع ظهور شلل في عام 2016، أي نصف العدد الذي حدث في عام 2015. وقد وقعت 20 حالة من هذه الحالات في باكستان، وثلاثة عشر حالة في أفغانستان، وأربعة حالات في نيجيريا. اعتبرت حالات فيروس WPV1 في نيجيريا نكسة، حيث لم تكن هناك حالات كشفت عن الفيروس البري هناك في غضون عامين تقريبا، إلا أن التحليل الجيني أظهر أن الفيروس كان سلالة متداولة لم يتم الكشف عنها منذ عام 2011 في المناطق التي يتعذر الوصول إليها بسبب أنشطة بوكو حرام.
استمر تفشي فيروس CVDPV1 في لاوس في عام 2016، مع ثلاث حالات في يناير. تم الإبلاغ عن سلالتين منفصلتين من CVDPV2 في ولايتي بورنو وسيكوتو في نيجيريا، مما أدى إلى حالة واحدة. في باكستان ظهرت سلالة جديدة من CVDPV2 في منطقة كويتا، مع حالة واحدة من الشلل.
أظهرت العينات البيئية من حيدر أباد، الهند من يناير 2015 إلى مايو 2016 الوجود المستمر لسلالة CVDPV2 في تلك المدينة، من دون حالات تشخيص. وبسبب النقص في الإمدادات العالمية من اللقاح بالحقن، تم إطلاق حملة طارئة باستخدام اللقاح في خمس الجرعة العادية (لقاح شلل الأطفال المعطل جزيء، أو fIPV)، وهو أول تطعيم جماعي باستخدام هذه الجرعة من اللقاح القابل للحقن.
واستمرت الهجمات على حملات التطعيم ضد شلل الأطفال، وفي يناير / كانون الثاني، اختفى ثلاثة من العاملين في مجال التلقيح الأفغاني وتم العثور على جثثهم بعد أسابيع.
لأن سلالات CVDPV2 استمرت في الظهور من اللقاح الفموي الثلاثي التكافؤ الذي شمل WPV2 الموهن، في أبريل وأيار / مايو 2016 تم استبدال هذا اللقاح مع نسخة ثنائية التكافؤ تفتقر إلى WPV2 فضلا عن اللقاح الثلاثي المعطل الذي لا يمكن أن يؤدي إلى حالات cVDPV2. ومن المتوقع أن يحول دون ظهور سلالات جديدة من CVDPV2 والسماح في نهاية المطاف بوقف التطعيم ضد فيروس الورم الحليمي البشري.

### 2017
| حالات شلل الأطفال المبلغ عنها في عام 2017 |                |               |              |        |
| البلد                                     | الحالات البرية | حالات التطعيم | انتقال المرض | النوع  |
| أفغانستان                                 | 3              | 0             | المرض متوطن  | WPV1   |
| باكستان                                   | 2              | 0             | المرض متوطن  | WPV1   |
| جمهورية الكونغو الديموقراطية              | 0              | 4             | cVDPV فقط    | cVDPV2 |
| المجموع                                   | 5              | 4             |              |        |

وحتى 24 أيار / مايو، كانت هناك خمس حالات من حالات شلل الأطفال في عام 2017 تم الإبلاغ عنها في عام 2017 مع ظهور شلل في عام 2017، أي أقل من ستة عشر حالة بحلول ذلك الوقت في عام 2016. وكانت حالتان في باكستان وثلاثة حالات في أفغانستان، وكان آخر ظهور في العالم في 21 شباط / فبراير في داشت-أرتشي، كوندوز، أفغانستان. ولا يزال يجري الإبلاغ عن عينات مجاري إيجابية من مواقع الرصد البيئي في جميع أنحاء باكستان. وينصب التركيز بشكل خاص على «ممر كويتا - قندهار» الذي يمثل كتلة وبائية مشتركة تمتد على الحدود بين أفغانستان وباكستان، حيث يمثل انتقال العدوى على مستوى منخفض العديد من الحالات الأخيرة من WPV1 و cVDPV2.
وفي البلد الثالث الذي لا يزال فيه مرض شلل الأطفال متوطنا، نيجيريا، لا يوجد حتى الآن حالات في عام 2017  على الرغم من الكشف عن الفيروس CVDPV2 في العينات البيئية. ولا يزال هناك قلق إزاء تداول كلا السلالتين في مناطق عدم الاستقرار، حيث قامت جماعة بوكو حرام التي أضعفتها الآن بمنع فرق التطعيم بل وقتلها، كما جرت تعبئة واسعة النطاق لجهود التلقيح.  كما يجري حاليا تنفيذ حملة لقمع الدورة الدموية CVDPV2 في باكستان مع mOPV2 و IPV.[بحاجة لمصدر] وفقا للبروتوكول، يقتصر البروتوكول OPV2 على هذا الغرض للسماح في نهاية المطاف بتطعيم فيروس النوع 2. وقمع CVDPV2 ملحة بشكل خاص، نظرا لانسحاب سلالة 2 من اللقاح الفموي في عام 2016 (لا يزال جزءا من لقاح IPV). ويوصي فريق الخبراء الاستشاري الاستراتيجي التابع لمنظمة الصحة العالمية المعني بالتحصين بإعطاء الأولوية لقمع CVDPV2 على الاستهداف ضد فيروس نقص المناعة البشرية .
بعد أكثر من عام دون الكشف عن الفيروس في لاوس، أعلنت منظمة الصحة العالمية في مارس / آذار أن انتقال فيروس CVDPV1 قد توقف، وتمت إزالة لاوس من قائمة البلدان المصابة.  ومع ذلك، وقعت فاشيات جديدة منفصلة تسببت في CVDPV2 في المقاطعات الجنوبية والشرقية الوسطى في جمهورية الكونغو الديمقراطية.
أدى التحول العالمي في طرق التلقيح لعام 2016 إلى نقص في اللقاح القابل للحقن، وقاد ذلك منظمة الصحة العالمية في أبريل 2017 أن توصي بالاستخدام العام لبروتوكول التطعيم  fIPV، الذي يتضمن الحقن تحت الجلد بجرعة أقل عند استخدام الحقن العضلي.

## وصلات خارجية
- Global Polio Eradication
- Brief Video: Battling Polio on India's Streets Catholic Relief Services